# 조지 페레즈

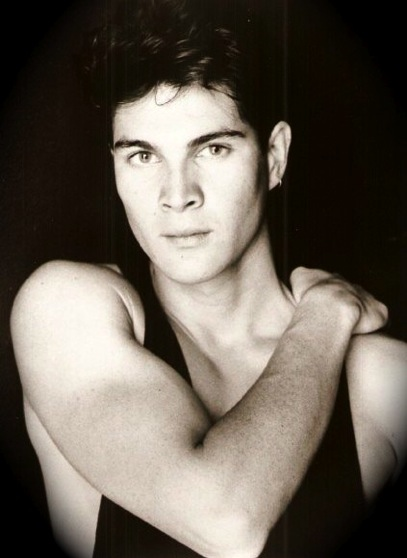

조지 페레즈(George Perez, 1972년 9월 9일 ~ )는 미국의 배우, 영화배우이다.
티후아나에서 태어났다.

## 영화
- 하이드 (2012년)
- 킬 더 아이리쉬맨 (2011년)
- 틴 컵 (1996년) - 조시 역
- Manhattan Merengue! (1995)
- 트랙커 (1993년)
- 카르노사우르 (1993년)
- 캠퍼스 군단 (1991년)